# Мирослав Кърлежа
Мирослав Кърлежа (на хърватски: Miroslav Krleža) е хърватски драматург, поет и писател, автор на произведения в жанровете съвременен и исторически роман. Считан е за един от най-големите хърватски писатели на ХХ век.

## Биография и творчество
Мирослав Кърлежа е роден на 7 юли 1893 г. в Загреб, Кралство Хърватия и Славония, Австро-Унгарска империя, в буржоазно семейство. След завършване на долните гимназиални класове учи в подготвително военно училище за кадети в Печ. След това учи във военната академия Ludoviceum в Будапеща. Повлиян от югославската идеология, напуска академията и през Париж и Солун пристига в Сърбия, за да стане доброволец в сръбската армия. Заподозрян е като шпионин и сръбските власти го депортират. Завърнал се в Земун е арестуван за напускането на академията. Лишен от офицерския си ранг, през 1915 г. е изпратен като обикновен войник на бойното поле в Галиция по време на Първата световна война. По-голямата част от войната прекарва по болници заради влошено здравословно състояние.
По време на войната започва да пише първите си литературни произведения и вестникарски статии. Идеалист и романтик, той е очарован от марксистките идеи на Ленин и се ангажира с комунистическото движение. След войната се завръща в Загреб и се посвещава на писателството. Заемащ антивоенна позиция и противопоставяйки се на монархическия режим в Югославия, той е в постоянен конфликт с масони, националисти и духовници.
Първите му драми „Legenda“ (1914), „Kraljevo“ (1918), и „Adam i Eva“ (1922) показват трансформацията му от млад идеалист в социален творец, който неизменно е в борбата срещу изостаналите буржоазни отношения и култура. Неговите творби показват с безпощадно откровение социалната несправедливост.
През 1919 г. се жени за театралната актриса Лепослава Кангърга (Бела Кърлежа).
През 1919 г. основава лявото списание „Пламък“. Член е на Комунистическата партия от 1918 г. до 1939 г. През 1926 г. посещава СССР. При настъпването на Сталинския режим обаче се разочарова от тоталитарния управленски подход и го подлага на критика, за което е изключен от партията.
Кърлежа е лидер на социално ориентираните писатели между двете световни войни. Тогава създава едни от най-добрите си произведения. Особено се откроява романите му „Завръщането на Филип Латинович“ и „Банкет в Блитва“. „Завръщането на Филип Латинович“ е история за живота на хърватския художник, който се връща от Париж до малкия си роден град в Дунавската равнина на Хърватия. Преследван от травматични преживявания от детството той се опитва да открие самоличността на баща си и търси собствената си идентичност. В сатиричния си роман „Банкет в Блитва“ (1938 – 1962) отразява политическата ситуация в Европа в периода между двете войни чрез въображаемата страна Блитва, където правата на човека са брутално нарушени. В сюжета е описан първокласния хотел „Блитвания“, който функционира и като затвор за изтезания. През този период той пише и много поезия.
По време на Втората световна война той не участва в съпротивителното движение, като същевременно и не подкрепя профашисткото хърватско управление. През този период, от 1939 г. до 1948 г., той спира да пише.
След войната ентусиазирано подкрепя комунистическия режим. През 1947 г. е избран за заместник-председател на Академията на науките и изкуствата. През 1951 г. е назначен за директор на хърватския институт по лексикография, където е и редактор на Югославската енциклопедия. Реабилитиран е през 1952 г. от маршал Тито и става член на Централния комитет на Комунистическата партия на Хърватия. В периода 1958 – 1961 г. е председател на Съюза на писателите. През 1961 г. участва в основаването на списанието „Академичен форум“. През 1967 г. е главен участник в подписването на „Декларацията за хърватския книжовен език“, с която се иска национална идентичност на Хърватия в Югославия в подкрепа на националното движение на Франьо Туджман. Отхвърлянето на исканията и приложените репресии водят до оставката му от ЦК.
В периода 1967 – 1977 г. пише историческия си шедьовър „Zastave“.
Мирослав Кърлежа умира на 29 декември 1981 г. в Загреб, СР Хърватия. Жилището му на „Гвозд“ №23 в Загреб е превърнато в негов музей.

## Произведения (избрано)

### Поезия и проза
- Pjesme I i II, (1918)
- Pjesme III, (1919)
- Hrvatski bog Mars (1922; пълна и окончателна версия 1933)
- Pjesme u tmini (1937)
- Novele (1924)
- Hiljadu i jedna smrt (1932)
- Завръщането на Филип Латинович, Povratak Filipa Latinovicza (1932)
- Novele (1937)
- Balade Petrice Kerempuha (1936)
- Na rubu pameti (1938)
- Банкет в Блитва, Banket u Blitvi (1938), (1939), (1962)
- Zastave (1969)

### Драма
- Maskerata (1914)
- Kraljevo (1915)
- Kristofor Kolumbo (1917)
- Michelangelo Buonarroti (1918)
- Saloma (1918)
- U logoru (1920)
- Adam i Eva (1922)
- Galicija (1922)
- Golgota (1922)
- Vučjak (1924)
- Господа Глембаеви, Gospoda Glembajevi (1929)
- U agoniji (1928)
- Leda (1930)
- Aretej (1959)
- Deset krvavih godina (1937)

### Екранизации
- 1957 Petar Dobrovic – документален филм
- 1960 Vraziji otok – ТВ филм
- 1961 Vucjak – ТВ филм
- 1963 Maskerata – ТВ филм
- 1963 Kandidat smrti – ТВ филм
- 1963 Adam i Eva – ТВ филм
- 1965 I videl sam daljine meglene i kalne
- 1968 Na rubu pameti – ТВ филм
- 1969 Adam i Eva – ТВ филм
- 1970 Put u raj
- 1971 Balade Petrice Kerempuha – ТВ филм
- 1973 Golgota – ТВ филм
- 1977 A Glembay család – ТВ филм
- 1977 Michelangelo Buonaroti – ТВ филм
- 1978 Tomo Bakran – ТВ филм, по „Smrt Tome Bakrana“ и „In extremis“
- 1981 Aretej – ТВ филм
- 1981 Na rubu pameti – ТВ филм
- 1981 U agoniji – ТВ филм
- 1981 Kraljevo – ТВ филм, по „Kraljevo“
- 1983 U logoru – ТВ филм
- 1985 Horvatov izbor
- 1986 – 1987 Putovanje u Vucjak – ТВ сериал, 15 епизода
- 1986 Ja sam starinski ormar – ТВ филм
- 1988 Glembajevi
- 1988 Predvecerje puno skepse – ТВ филм
- 1992 Vrsacka pozorisna jesen – ТВ сериал
- 1993 Roktanje intelektulanih krmaca ili Europa danas – ТВ филм
- 1993 Pjevajmo pjesme, govorimo balade – ТВ филм
- 1998 Agonija